# 皮氏鱗孔鯛
皮氏鱗孔鲷，为輻鰭魚綱奇鯛目大鱗鲷科的其中一種。分布於全球三大洋海域，屬深海魚類，棲息深度0-2000公尺，體長可達12.2公分。

## 扩展阅读
維基物種上的相關：皮氏鱗孔鲷